# 九州国際大学硬式野球部
九州国際大学硬式野球部（きゅうしゅうこくさいだいがくこうしきやきゅうぶ）は、九州六大学野球連盟に所属する大学野球チーム。九州国際大学（旧 八幡大学）の学生によって構成されている。

## 歴史
- 1947年、戸畑専門学校開校時に創部（北九州高専リーグ加入）[1]。
- 1957年、八幡大学時代に九州六大学野球連盟発足と同時に加入。

以降の全国大会での主な戦績は以下。
- 1966年、第15回全日本大学野球選手権大会準決勝で4年山下律夫投手や2年有藤通世らの近畿大学に1-8で敗退。
- 1975年、第24回全日本大学野球選手権大会準決勝で3年斉藤明雄投手らの大阪商業大学に1-2（延長10回）で惜敗。
- 1979年、第28回全日本大学野球選手権大会準決勝で、優勝した4年香坂英典投手や高木豊らの中央大学に7-13で敗退。
- 1986年、第17回明治神宮野球大会初戦2回戦で、初優勝を果した4年西崎幸広投手らの愛知工業大学に1-2で惜敗。
- 1989年、八幡大学から九州国際大学と改称して出場した第20回明治神宮野球大会初戦2回戦で、初出場となる青山学院大学を3-0で下し、準決勝で優勝した4年酒井光次郎投手らの近畿大学に0-1で惜敗。
- 1991年、第40回全日本大学野球選手権大会で大阪商業大学、国際武道大学（7回コールド）を下し、準決勝で初優勝を果たした4年斎藤隆投手らの東北福祉大学に0-4で敗退。
- 2002年、第33回明治神宮野球大会初戦2回戦で4年久保裕也投手らの東海大学を1-0で下し、準決勝で優勝した4年木佐貫洋投手らの亜細亜大学に0-1で惜敗した。

九州六大学リーグ戦では、福岡大学との2強時代を長く築いてきた。

## 本拠地
- 北九州市八幡東区平野1-6-1（本部）
- 北九州市八幡東区前田1-7-21 （宿舎）
- 北九州市若松区大字蜑住（グラウンド）

## 記録
- 九州六大学野球連盟リーグ優勝51回[2]
- 全日本大学野球選手権大会 ベスト4（6回）
- 明治神宮野球大会　ベスト4（2回）

## 主な出身者
- 西尾裕 - 元プロ野球選手。元南海ホークス。南海退団後に八幡大学入学。在学中に同大学野球部選手兼任監督。
- 広橋公寿 - 元プロ野球選手。元西武ライオンズ。
- 島袋修 - 元プロ野球選手。元オリックス・ブルーウェーブコーチ。
- 松井隆昌 - 元プロ野球選手。元広島東洋カープ
- 濱涯泰司 - 元プロ野球選手。元福岡ダイエーホークス
- 嶋村一輝 - 元プロ野球選手。オリックス・バファローズコーチ。
- 加藤政義 - 元プロ野球選手。横浜DeNAベイスターズ。
- 川島慶三 - 元プロ野球選手。東北楽天ゴールデンイーグルス。
- 下園辰哉 - 元プロ野球選手。横浜DeNAベイスターズ。
- 中島俊哉 - 元プロ野球選手。東北楽天ゴールデンイーグルス。
- 松山竜平 - プロ野球選手。広島東洋カープ。
- 永野将司 - 元プロ野球選手。千葉ロッテマリーンズ。
- 奥村政稔 - 元プロ野球選手。福岡ソフトバンクホークスコーチ。(中退)
- 伊藤健治 - 社会人野球・大学野球指導者。九州国際大学野球部監督。
- 吉田幸彦 - 高校野球指導者。飯塚高校野球部監督。
- 濱田登 - 高校野球指導者。宮崎県立富島高校野球部監督。